# Давлетшин, Гамир Шаихович
Гами́р Шаи́хович Давле́тшин (баш. Ғамир Шәйех улы Дәүләтшин; 1923—1944) — башкирский советский поэт и прозаик.

## Биография
Родился в 1923 году в селе Новокутово Башкирской АССР (ныне в Чекмагушевском районе Республики Башкортостан). В 1940 году окончил школу, после чего прошёл обучение на краткосрочных курсах по подготовке учителей истории и географии в Уфе. Некоторое время работал преподавателем.
В октябре 1941-го был призван на военную службу. Окончив Сарапульское пехотное училище, в марте 1942 года в звании младшего лейтенанта ушёл на фронт. За проявленное в боях мужество был удостоен наград — ордена Красной Звезды и медали «За отвагу». Дослужился до звания гвардии капитана.
20 декабря 1944 года командир батальона Гамир Давлетшин погиб в Чехословакии, в боях за освобождение города Кошице.

## Творчество
Ещё во время учёбы в школе Гамир увлёкся поэзией, сам писал стихи. Публиковаться начал в 1937-м. Его произведения печатали на страницах газет «Йәш төҙөүсе» («Молодой строитель»), «Йәш коммунар» («Молодой коммунар»). А в 1940 году его рассказ «Гараби» («Ғәрәби») появился в журнале «Пионер».
Творчество Давлетшина отражает светлые стороны жизни. В нём чувствуется любовь к родине, гордость за свой народ и его героическую историю. Оно прославляет легендарную землю и живущих на ней людей. В произведениях писателя также нашли своё место любовная и пейзажная лирика («Ночь темна» («Төн ҡараңғы»), «Вечером» («Кискеһен»), «Снег» («Ҡар»), «Они бы поняли» («Улар аңлар ине»)).

## Награды
- Орден Красной Звезды
- Медаль «За отвагу»[1]